# Wanneroo Road
Die Wanneroo Road ist eine Hauptverbindungsstraße durch die nördlichen Vororte von Perth im Südwesten des australischen Bundesstaates Western Australia. Sie verbindet die nördlichen Stadtviertel von Perth, Joondana und Yokine, mit der Lancelin Road in Woodridge.

## Verlauf
Die Straße beginnt ca. 4 km nördlich des Stadtzentrums von Perth, wo die Charles Street (S60) und die Walcott Street / Green Street (S75) aufeinandertreffen. Durch Tuart Hill, Nollamera, Westminster, Hamersley, Marangaroo, Wangara und Pearsall führt sie nach Nord-Nordwesten zum Vorort Wanneroo, nach dem sie benannt ist. Entlang der Küste, mit der sie immer wieder durch kurze Stichstraßen verbunden ist, zieht die Wanneroo Road durch den Yanchep-Nationalpark bis nach Woodridge.
Dort geht sie in die Lancelin Road (S60) über, die in den gleichnamigen Ort führt. Dort wird sie zum Indian Ocean Drive (S60), der südlich von Dongara auf den Brand Highway (R1) trifft.
Kurze Stücke der Staatsstraßen 81 und 83 verlaufen ebenfalls auf der Wanneroo Road.

## Geschichte
Nach dem Inkrafttreten des Road Districts Act im Jahre 1871 verlangte das Perth Road Board, dass die Gesetzgebende Versammlung von Western Australia acht Verkehrswege durch ihr Territorium ausweisen sollte, und am 4. Juni 1872 wurde als Route No. 3 eine Strecke von Perth nach Champion Bay (heute Geraldton) über Wanneroo im Informationsblatt der Regierung veröffentlicht. Allerdings zeigte sich, dass der Bau der Straße nicht mit den Ankündigungen Schritt hielt. Nur nach und nach wurde ein Weg auf dieser Strecke geebnet.
Ursprünglich entstand nur eine schmale, zweispurige Landstraße, die Stück für Stück verbreitert wurde, besonders nördlich von Wanneroo. Bei Carabooda wurde die Straße im Laufe der Zeit auch neu trassiert. Die verbleibenden kurzen Stücke der alten, schmalen Straße dienen heute als Zufahrten zu Privat- und Geschäftsgrundstücken entlang der Straße.